# Nida (Lituanie)
Pour les articles homonymes, voir Nida.
Nida (en allemand : Nidden) est une station balnéaire de Lituanie, chef-lieu de la municipalité de Neringa sur l'isthme de Courlande, une flèche littorale au bord de la Baltique, donnant sur la lagune de Courlande. Préservée et très prisée des visiteurs lituaniens et allemands, le lieu vit essentiellement du tourisme. Nida possède une célèbre plage nudiste.

## Géographie

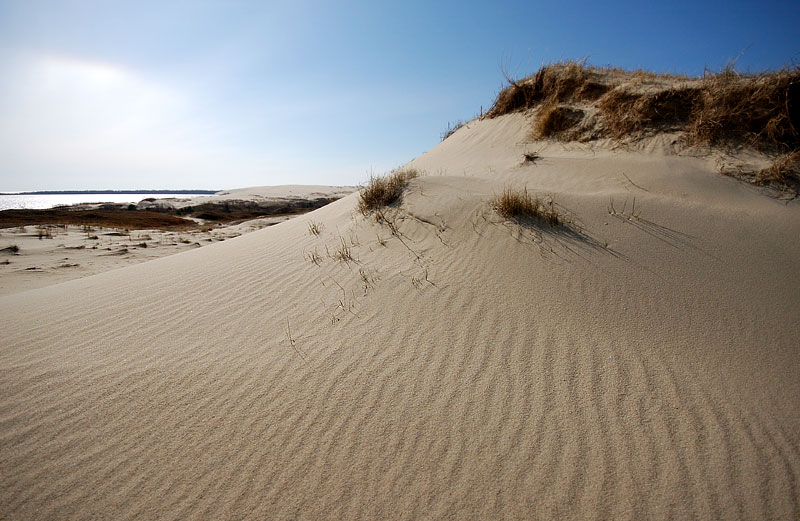
Paysage de dune près de Nida.

Nida est la plus grande localité sur l'isthme de Courlande, situé à 48 km au sud de Klaipėda et à 4 km au nord de la frontière avec la Russie (oblast de Kaliningrad). Le village est entouré des bois, des landes et des dunes, dont la plus remarquable est la dune de Parnidis, la seconde plus haute d'Europe après la dune du Pilat en France.

## Histoire
Au Moyen Âge, toute l'isthme de Courlande était habité par le peuple balte des Coures. La première mention de Nida se trouve dans un document des chevaliers teutoniques datant de 1385. À ce temps, le village était situé à quelques kilomètres plus au sud, sur la route qui reliait Königsberg à Klaipėda. Dès 1525, la région faisait partie du duché de Prusse. En 1709, durant la Grande Guerre du Nord, la peste s'était répandue en Prusse et sévit également dans le village ; deux cents ans plus tard, Agnes Miegel (1879-1964) a rappelé les événements dans le poème Die Frauen von Nidden (« Les femmes de Nida »).

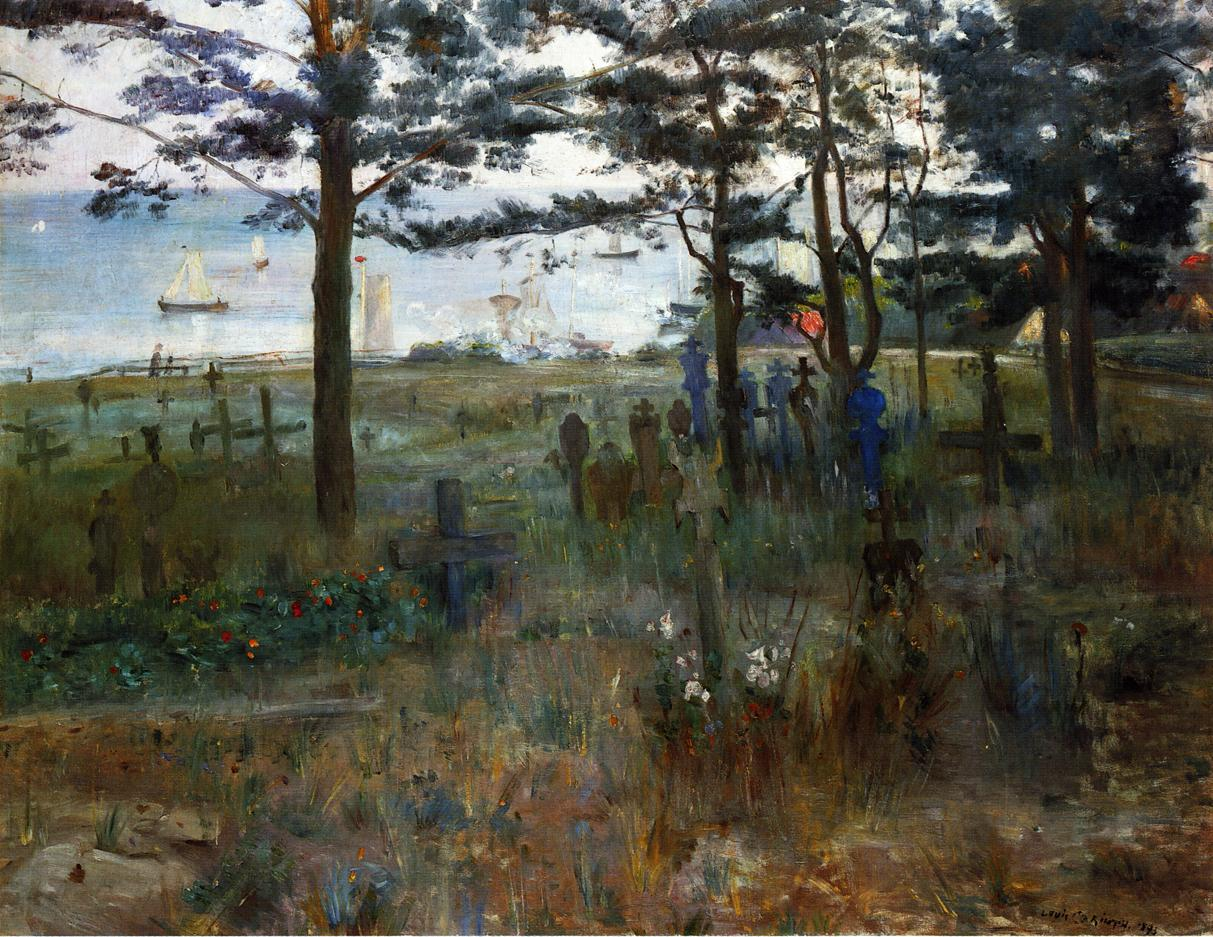
Cimetière des pêcheurs à Nidden
Lovis Corinth, 1893
Neue Pinakothek, Munich

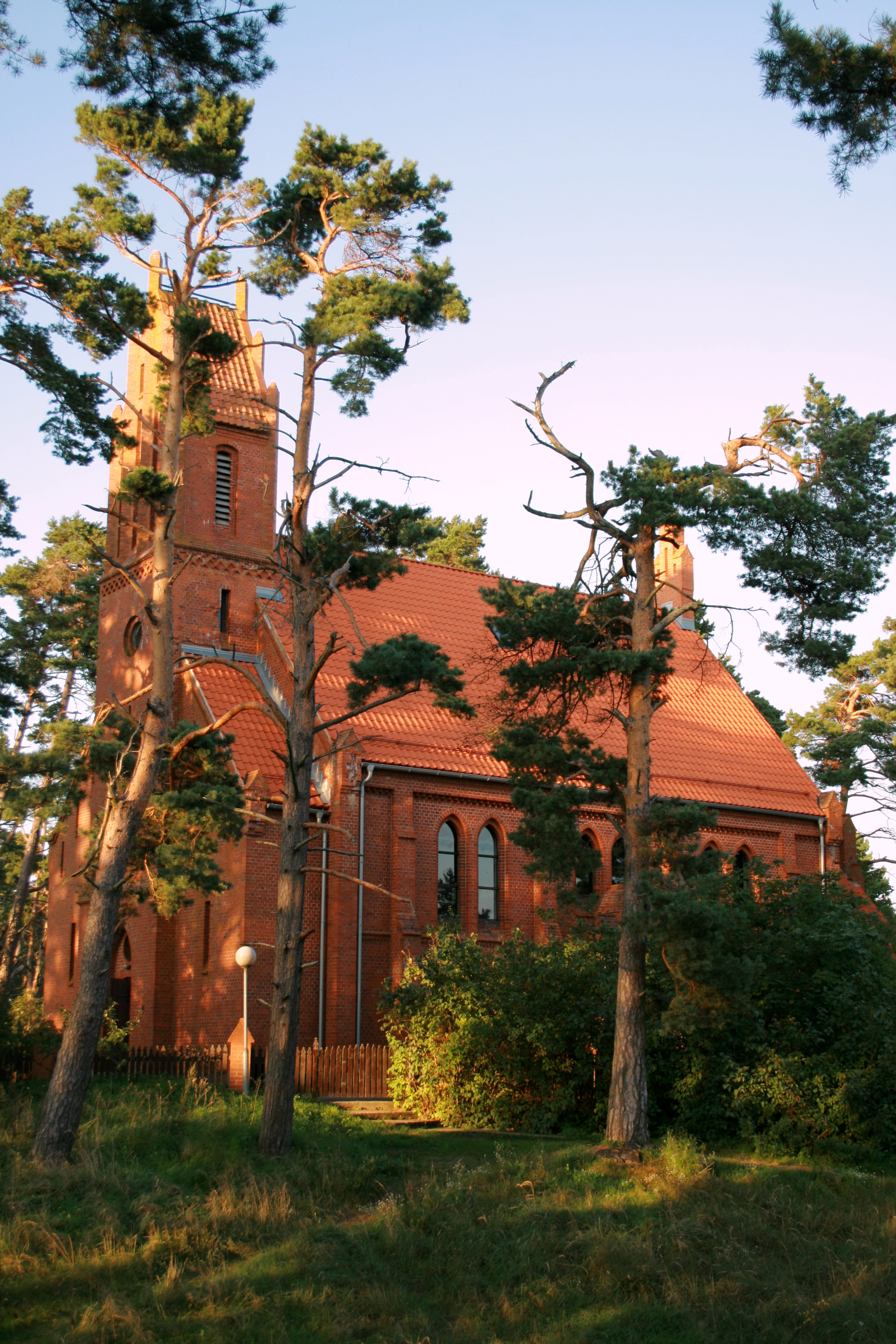
L'église protestante.

Jusqu'à la fin de la Première Guerre mondiale, Nidden était située dans la Prusse-Orientale, province du royaume de Prusse au sein de l'Empire allemand. Une église paroissiale de l'Église protestante de l'Union prussienne fut édifiée en 1888 ; le port de Nidden est construit à la fin du XIXe siècle. Avec l'avènement de l'expressionnisme, un grand nombre d'artistes était attiré par la scène pittoresque, dont Lovis Corinth, Max Pechstein et Karl Schmidt-Rottluff.
Par le traité de Versailles signé en 1919, Nida devient partie du territoire de Memel, mandat de la Société des Nations placé sous administration française et la frontière avec la Prusse-Orientale traversait l'isthme de Courlande à quelques kilomètres vers le sud, où aujourd'hui se trouve la frontière avec l'oblast de Kaliningrad. En 1923, le territoire de Memel est saisi par la Lituanie indépendante. Repris au Reich sous Hitler en 1939, Nida est réassigné à la république socialiste soviétique de Lituanie à la conférence de Potsdam après la Seconde Guerre mondiale.
Presque tous les habitants avaient fui l'Armée rouge en 1944/1945 et le village fut dévasté. Sous l'administration soviétoque, Nida est resté un simple village de pêcheurs jusqu'aux années 1970. À cette époque, le pouvoir soviétique la transforma, ainsi que les trois autres villages (Juodkrantė, Preila et Pervalka) formant le district de Neringa, en une station balnéaire réservée à la nomenklatura. Le territoire est depuis 1990 une partie de la Lituanie nouvellement indépendante. Grâce à une politique très stricte en matière de développement immobilier ainsi que l'interdiction de toute industrie, le territoire de Nida est resté quasiment vierge de toute pollution. Aujourd'hui le nombre de visiteurs est limité par une offre hôtelière restreinte et des prix élevés.

## Climat
| Mois                                  | jan.       | fév.       | mars      | avril     | mai       | juin     | jui.      | août      | sep.      | oct.      | nov.       | déc.       | année      |
| ------------------------------------- | ---------- | ---------- | --------- | --------- | --------- | -------- | --------- | --------- | --------- | --------- | ---------- | ---------- | ---------- |
| Température minimale moyenne (°C)     | −5,8       | −5,5       | −2,6      | 2,3       | 7,8       | 12,1     | 14,4      | 14,6      | 11,3      | 7         | 2          | −2,4       | 4,6        |
| Température moyenne (°C)              | −3,2       | −2,9       | −0,1      | 4,9       | 11        | 15,3     | 17,2      | 17,3      | 13,7      | 9,2       | 3,9        | −0,1       | 7,2        |
| Température maximale moyenne (°C)     | −0,7       | −0,3       | 3         | 8,4       | 15,1      | 18,9     | 20,5      | 20,5      | 16,4      | 11,4      | 5,9        | 2,1        | 10,1       |
| Record de froid (°C) date du record   | −30,2 1956 | −31,2 1956 | −22 1965  | −5,9 1963 | −1,5 1976 | 1,4 1962 | 7,8 1984  | 5,7 1947  | 2,9 1976  | −5,5 1956 | −19,1 1965 | −22,4 1978 | −31,2 1956 |
| Record de chaleur (°C) date du record | 10,5 1983  | 12,9 1990  | 20,5 1968 | 26,2 1962 | 29,4 1974 | 32 1947  | 32,8 1959 | 31,2 1963 | 27,8 1951 | 20,6 1958 | 14,1 1961  | 10,9 1961  | 32,8 1959  |
| Précipitations (mm)                   | 45         | 28         | 34        | 33        | 41        | 52       | 77        | 82        | 83        | 79        | 84         | 63         | 701        |

| Diagramme climatique                                  |            |         |          |           |            |            |            |            |         |        |           |
| J                                                     | F          | M       | A        | M         | J          | J          | A          | S          | O       | N      | D         |
| −0,7−5,845                                            | −0,3−5,528 | 3−2,634 | 8,42,333 | 15,17,841 | 18,912,152 | 20,514,477 | 20,514,682 | 16,411,383 | 11,4779 | 5,9284 | 2,1−2,463 |
| Moyennes : • Temp. maxi et mini °C • Précipitation mm |            |         |          |           |            |            |            |            |         |        |           |

## Personnalités

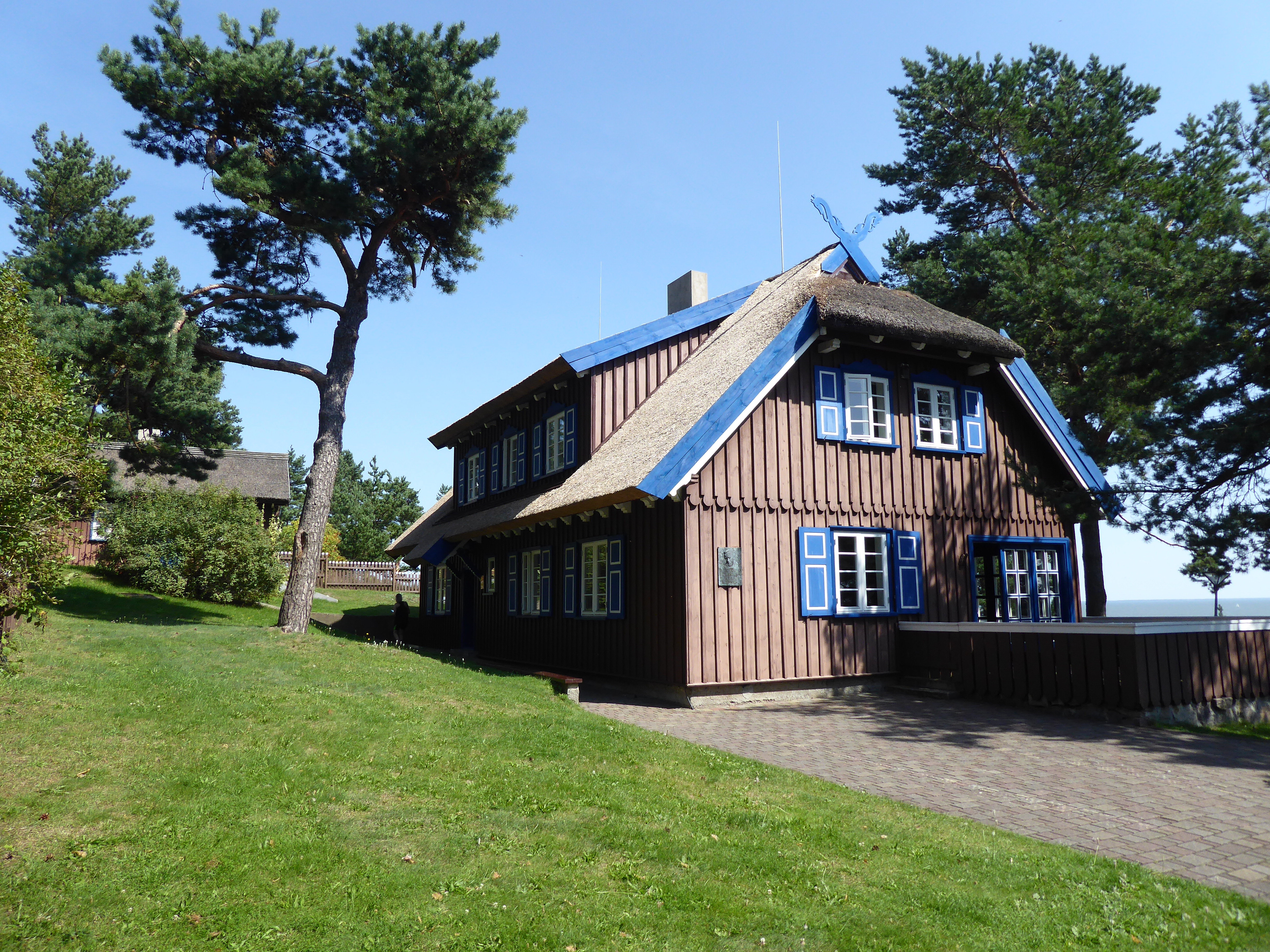
L'ancienne résidence d'été de la famille Mann.

- Thomas Mann y passe les étés 1930-1932 avec sa famille dans une maison de vacances qui lui est devenue inaccessible après son expulsion de l'Allemagne nazie en 1933. Le bâtiment restauré abrite aujourd'hui un centre culturel portant son nom (Tomo Mano memorialinis muziejus).
- Jean-Paul Sartre et Simone de Beauvoir passent par Nida lors de leur séjour en Lituanie durant l'été 1965. Il reste de ce court séjour une célèbre photo prise par Antanas Sutkus et une sculpture du philosophe marchant seul dans les dunes.